# Semisjaur-Njarg
Semisjaur-Njarg is een Sameby in de Zweedse gemeente Arjeplog. Een Sameby is een gebied waar de Saami hun rendieren konden hoeden en zich konden voorzien van levensonderhoud. Het gebied ligt ten noorden en zuiden van de Riksväg 95. In hun gebied ligt ook het reservaat Pieljekaise.
In 2007 is er discussie of het autotestcentrum uit Arjeplog autos mag testen op de bevroren meren binnen hun gebied. Dit wordt door de saami weggewimpeld; het gebied is ecologisch zwak. Vervuiling blijft lang aanwezig.
De bevolking wordt aangeduid als bergsaami, dit in tegenstelling tot de bossaami, hun oosterburen. De spraak is Ume-Samisch. In het gebied wonen veel meer rendieren dan mensen. In onder meer Tjallas, Varekietje, Gruomba en Spira liggen tentenkampen van de Saami, permamente bewoning is er alleen in Jäkkvik.

## Opmerkingen
De coördinaten zijn van de berg Pieljekaise en zijn dus indicatief.